# Matthew Pollock
Matthew Pollock (Boston, 26 aprile 1990) è un pallavolista statunitense.
Gioca nel ruolo di centrale nell'Unterhaching.

## Carriera
La carriera di Matthew Pollock inizia a livello scolastico nella Carl Sandburg HS, prima di entrare a far parte della squadra di pallavolo maschile della Pepperdine, partecipando alla NCAA Division I dal 2009 al 2012.
Nella stagione 2012-13 firma il suo primo contratto professionistico, approdando in Finlandia per disputare la Lentopallon Mestaruusliiga col Perungan Pojat di Rovaniemi: milita nel club per due annate, prima di approdare alla formazione rivale del Vammalan nel campionato 2014-15.
Nel campionato 2015-16 approda in Svizzera al Näfels, col quale disputa la Lega Nazionale A. Nel campionato seguente viene ingaggiato in Portogallo dal Fonte do Bastardo, impegnata in Primeira Divisão. Nella stagione 2017-18 si trasferisce in Italia, difendendo i colori del Civita Castellana, in Serie A2, con cui vince la Coppa Italia di Serie A2. Nella stagione seguente approda in Germania, dove partecipa alla 1. Bundesliga con l'Unterhaching.

## Palmarès

### Club
- Coppa Italia di Serie A2: 1

2017-18